# خط ۱ متروی تبریز
خط ۱ متروی تبریز یکی از مسیرهای قطارشهری سیستم متروی تبریز می‌باشد. این مسیر دارای دو پایانه ایل‌گلی (در ابتدای مسیر) و نور (درانتهای مسیر) می‌باشد. این مسیر به طول ۱۷٫۲ کیلومتر، در سه فاز طراحی شده و شامل ۱۸ ایستگاه و دو پایانه ابتدایی و انتهایی است. هر یک از فازهای سه‌گانه خط اول قطار شهری تبریز، در قالب ۶ ایستگاه مطالعه و اجرا شده و فاصله ایستگاه‌ها از یکدیگر طبق استاندارهای جهانی، ۹۰۰ متر است. در حال حاضر این خط به طول ۱۷٫۲ کیلومتر در ۱۸ ایستگاه از ایستگاه مترو ایل‌گلی تا ایستگاه مترو نور در حال بهره‌برداری است.
این خط در ایستگاه مترو آبرسان با خط ۴، در ایستگاه مترو میدان ساعت با خط ۳، در ایستگاه مترو میدان کهن با خط ۲، در ایستگاه مترو لاله با خط ۴ تقاطع داشته و در نهایت در انتهای خط و در ایستگاه مترو نور به صورت تبادلی به خط ۵ متصل می‌شود.
ایستگاه‌های شاه گلی، وزارت امور خارجه، امام رضا، خیام، ۲۹ بهمن و استاد شهریار، شش ایستگاه مربوط به فاز نخست خط اول را تشکیل می‌دهند. سایر فازهای قطار شهری، با عبور از خیابان امام خمینی ادامه داشته و از طریق چهارراه محققی به قونقا و از این محل، به خیام و در نهایت به شهرک نور ختم می‌شود. در خط یک متروی تبریز با توجه به موقعیت جغرافیایی شهر، تنوع مقاطع در اجرای قطار شهری، مشهود است. از مجموع ۱۷٫۲ کیلومتر خط یک قطار شهری، حدود ۸ کیلومتر از مسیر به صورت تونل عمیق طراحی شده حفاری آن در عمق حدود ۱۰ الی ۲۷ متری زمین، با دستگاه حفاری بوده‌است.
این خط تا قبل از افتتاح فاز اول خط یک متروی تبریز در نقشه به رنگ قرمز نشان داده می‌شد، ولی با تغییر ایجاد شده در نقشه مترو تبریز، در ایستگاه‌ها از رنگ سبز دودی برای نشان دادن رنگ خط استفاده می‌شود.

## ایستگاه‌ها
خط ۱ متروی تبریز جمعاً ۱۸ ایستگاه دارد که به قرار زیر است:
| شماره | نام ایستگاه           | تقاطع | آدرس                                      | شروع به کار |
| ----- | --------------------- | ----- | ----------------------------------------- | ----------- |
| ۱     | ایل‌گلی                |       | بلوار ایل‌گلی                              | ۱۳۹۴        |
| ۲     | سهند                  |       | بلوار باکری، کوی سهند                     | ۱۳۹۴        |
| ۳     | امام رضا              |       | بلوار باکری، میدان گلشهر                  | ۱۳۹۴        |
| ۴     | خیام                  |       | بلوار باکری، میدان شهید روحانی            | ۱۳۹۴        |
| ۵     | ۲۹ بهمن               |       | بلوار ۲۹ بهمن، ابتدای بلوار باکری         | ۱۳۹۴        |
| ۶     | استاد شهریار          |       | بزرگراه استاد شهریار، ابتدای خیابان وزیری | ۱۳۹۴        |
| ۷     | دانشگاه               |       | بلوار ۲۹ بهمن، فلکه دانشگاه               | ۱۳۹۶        |
| ۸     | آبرسان                |       | خیابان امام خمینی، تقاطع کلانتر کوچه      | ۱۳۹۵        |
| ۹     | میدان قطب (سالار ملی) |       | خیابان امام خمینی، چهارراه رضانژاد        | ۱۳۹۹        |
| ۱۰    | شهید بهشتی            |       | میدان شهید بهشتی                          | ۱۳۹۵        |
| ۱۱    | میدان ساعت            |       | ضلع شرقی میدان ساعت                       | ۱۳۹۵        |
| ۱۲    | میدان کهن             |       | خیابان محققی                              | ۱۳۹۸        |
| ۱۳    | قونقا                 |       | خیابان خیام، تقاطع امام خمینی و ۲۲ بهمن   | ۱۴۰۱        |
| ۱۴    | گازران                |       | خیابان خیام، کوچه قائم                    | ۱۴۰۱        |
| ۱۵    | لاله                  |       | چهارراه لاله                              | ۱۴۰۱        |
| ۱۶    | امام حسین             |       | میدان امام حسین، بلوار اشرفی لاله         | ۱۳۹۹        |
| ۱۷    | شهید باکری            |       | میدان شهدای لاله                          | ۱۳۹۹        |
| ۱۸    | نور                   |       | شهرک نور، خیابان لاله غربی، کوچه برگی     | ۱۳۹۹        |

## دپو

### پایانه ائل گلی
این پایانه که در منطقه ائل گلی تبریز احداث گردیده، شامل سالن توقفگاه (جهت توقف حدود یک‌سوم واگن‌های خط ۱) و بازدید روزانه (جهت شستشوی واگن‌ها) و تعمیرات نیمه‌سنگین واگن‌ها بوده و مشخصات کلی آن به شرح ذیل می‌باشد:
- مساحت پایانه ائل گلی ۵٫۳۵ هکتار و دارای زیربنای کل ۱٫۴هکتار بوده که از این مقدار ۱۲٫۰۰۰ مترمربع سالن سرپوشیده و ۲٫۰۰۰ مترمربع ساختمان‌های اداری می‌باشد.
- پایانه دارای ۲۰ سوزن و ۲ کراس اور می‌باشد.
- کل خطوط ریلی داخل پایانه حدود ۵۰۰۰ متر می‌باشد.
- سرویس‌دهی به ۱۵ قطار در این پایانه پیش‌بینی گردیده‌است.
- پوشش تعمیراتی در این پایانه برای ۵ تا ۱۰ سال می‌باشد.
- عملیات اجرایی پایانه بالغ بر ۱۰۰ درصد پیشرفت داشته‌است.

### پایانه لاله
این پایانه که در منطقه لاله تبریز در حال احداث است، در مقایسه با پایانه ائل گلی بزرگ‌تر و مجهزتر بوده و مشخصات کلی آن به شرح ذیل است:
- شامل ۲۲ ساختمان مختلف شامل سالن تعمیرات سنگین (جهت تعمیرات سنگین، دوره‌ای و اساسی واگن‌ها)، سالن توقفگاه و بازدید روزانه (جهت توقف دوسوم واگن‌های خط ۱ بعد از کارکرد روزانه)، ۲ انبار، ساختمان ۶ طبقه سیگنالینگ، ساختمان اداری، هلی باند و ساختمان‌های تأسیساتی آراس و ال‌پی‌اس می‌باشد.
- مساحت پایانه لاله ۱۲٫۶۵ هکتار و دارای زیربنای کل ۳۸٫۵۰۰ مترمربع بوده که از این مقدار ۳۵٫۰۰۰ مترمربع سالن سرپوشیده و ۳٫۵۰۰ مترمربع ساختمان‌های اداری می‌باشد.
- دارای ۲۵ سوزن و ۲ کراس اور می‌باشد.
- بر اساس طرح اولیه، حدوداً دارای ۹ کیلومتر ریل‌گذاری می‌باشد.
- پیش‌بینی سرویس‌دهی به ۳۵ قطار.
- پوشش تعمیرات ۳۰ تا ۴۰ سال.[۶]

## ویژگی‌های خط ۱ متروی تبریز

### مسیر تونل عمیق و نیمه‌عمیق

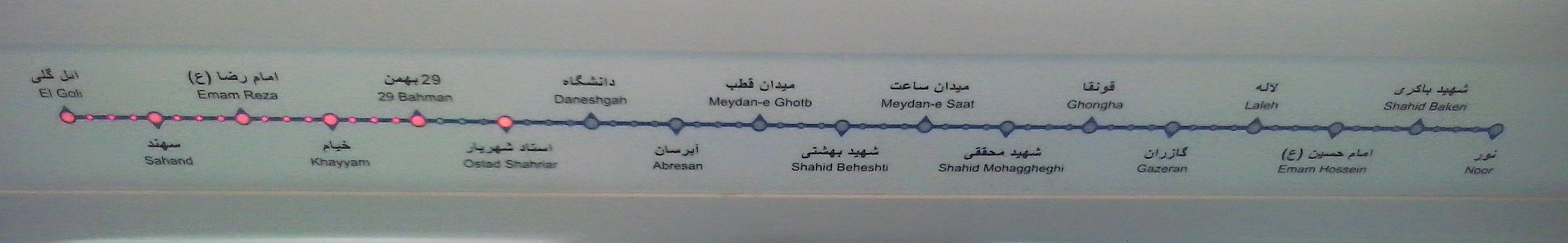
نمایشگر نشان‌دهنده موقعیت قرارگیری مترو در داخل واگن‌های خط یک متروی تبریز.

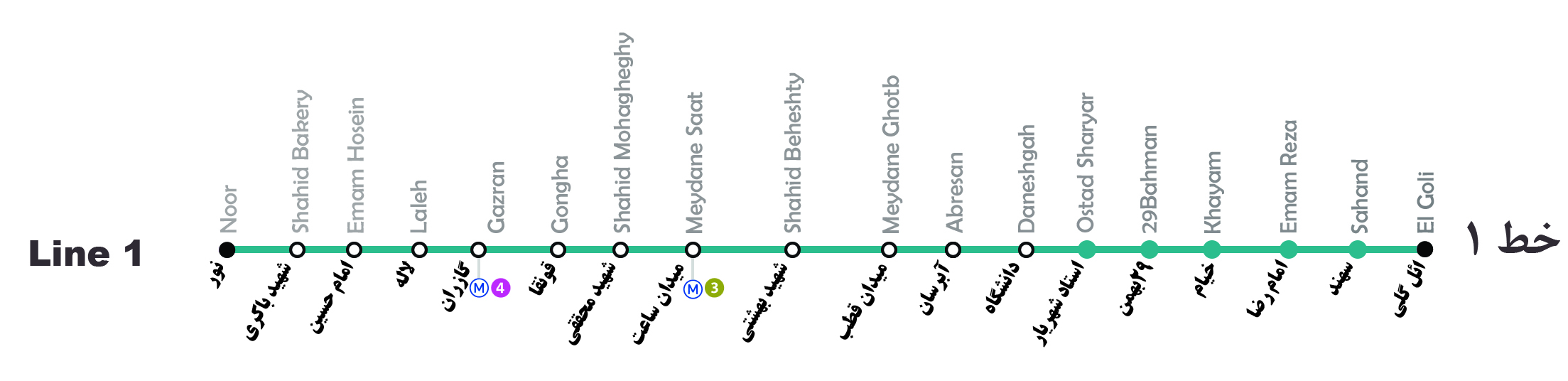
نقشه خط ۱ متروی تبریز.

در مرحله انجام مطالعات خط یک پروژه قطار شهری تبریز مقرر گردید، از ۱۷٫۲ کیلومتر کل مسیر، ۸ کیلومتر به صورت دو رشته تونل عمیق موازی در بخش میانی شهر در حد فاصل فلکه جانبازان (محل ایستگاه شماره ۷) در امتداد خیابان امام خمینی تا حوالی سه راهی امین و از آن‌جا از طریق خیابان خیام تا میدان امام حسین (ایستگاه شماره ۱۶) اجرا گردد. تراز سطح آب‌های زیرزمینی در مسیر تونل، ۱۰ متر و سرباره تونل از ۷ متر تا ۲۵ متر متغیر است. حفاری در تونل به وسیله ماشین حفار تی‌بی‌ام سپردار به روش فشار تعادل زمین، ساخت شرکت ان‌اف‌ام فرانسه انجام می‌گیرد. طول هرکدام از تونل‌ها با درنظرگرفتن ایستگاه‌ها ۸٫۰۷۰ متر می‌باشد. قطر حفاری شده تونل‌ها ۶٫۸۸ متر و قطر داخل آن پس از نصب سگمنت بتنی ۶ متر می‌باشد.

### حفاری

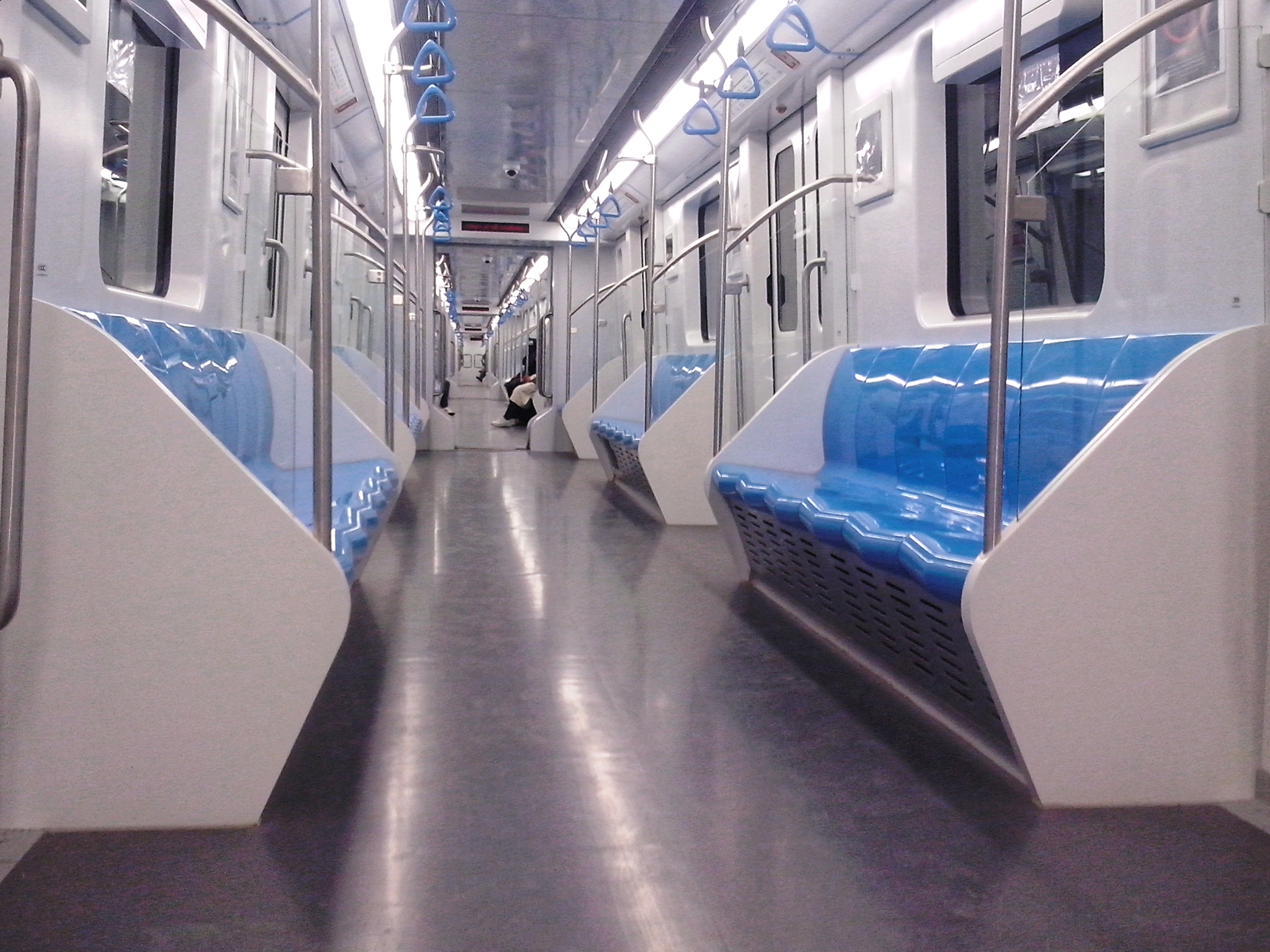
نمای داخلی واگن‌های متروی تبریز

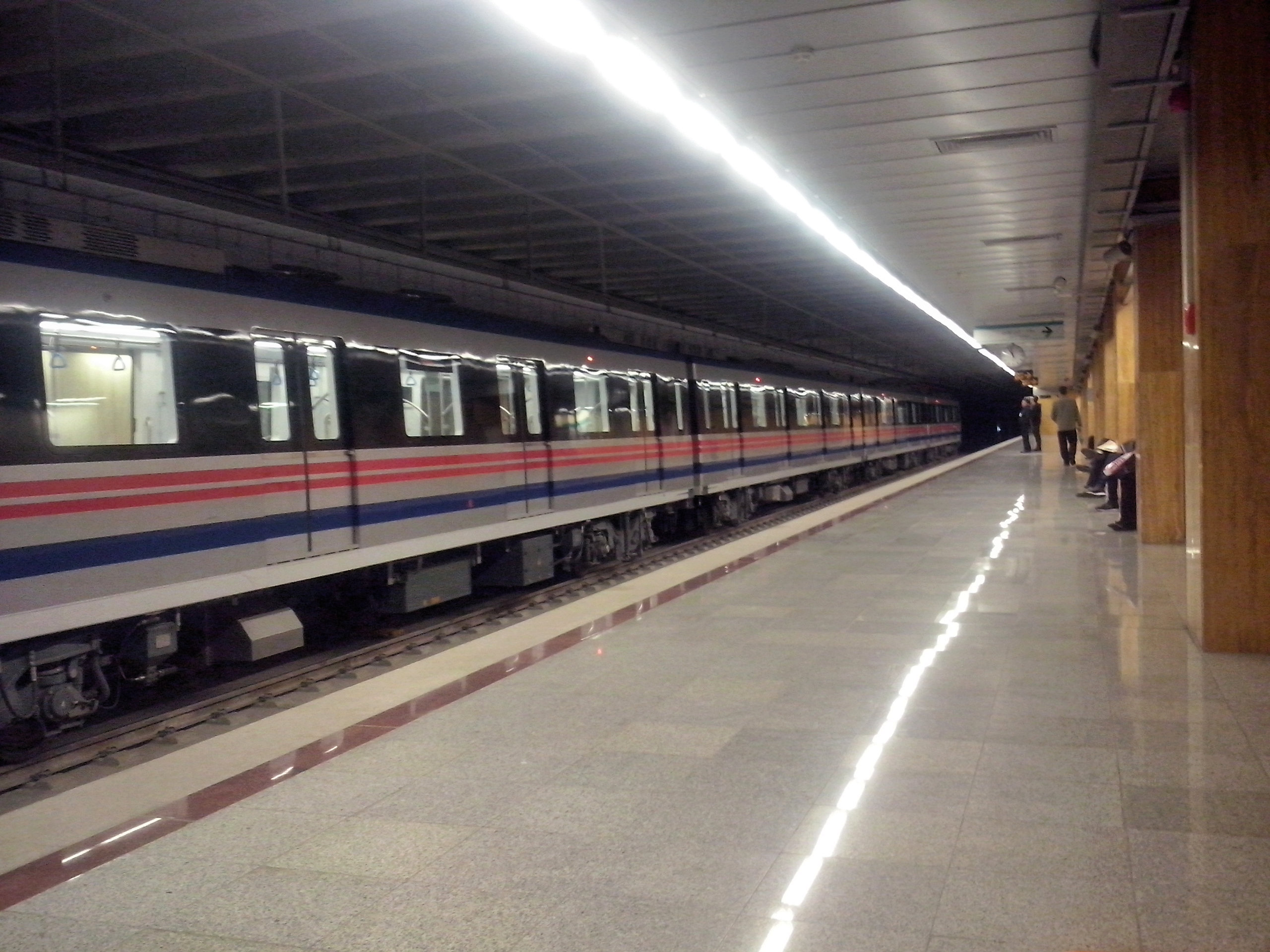
ایستگاه متروی وزارت امور خارجه

با توجه به حجم بزرگ و سنگین دستگاه‌های حفار (وزن دستگاه حدود۶۲۰ تن، طول دستگاه حدود ۱۰۲ متر و قطر آن ۶٫۸۸ متر) این دستگاه‌ها در قطعات مجزا توسط کارخانه ساخته شده و جهت بهره‌برداری در محل پروژه مورد استفاده، مونتاژ می‌گردند. با توجه به این‌که دستگاه‌های حفاری بایستی از یک دیواره خاکی شروع به حفاری نمایند، بنابراین موقعیت مونتاژی دستگاه‌های حفار عموماً پایین‌تر از سطح زمین می‌باشند. در محل مونتاژ دستگاه‌های حفار خط یک، سرباره (فاصله بالای دستگاه از سطح زمین) حدود ۴ متر می‌باشد. این فاصله معمولاً طوری در نظر گرفته می‌شود که دستگاه از زیر تمامی تأسیسات شهری عبور نماید.
با توجه به پلان و نیمرخ مسیر خط یک قطار شهری تبریز و با در نظر گرفتن ارتفاع خود دستگاه که حدود ۶٫۸۸ متر در بیشترین قسمت خود می‌باشد، دستگاه‌های حفار خط یک در محلی به نام شفت، با ارتفاع حدود ۱۴ متر از سطح زمین مونتاژ و آماده بهره‌برداری شدند. ابعاد این شفت بایستی طوری انتخاب شود که تقریباً برابر طول دستگاه بوده و توانایی مونتاژ دو دستگاه موازی با فاصله محور به محور معادل حداقل قطر یکی از دستگاه‌ها را داشته باشد. لازم است ذکر شود در هنگام طراحی به دلیل عدم تأثیر متقابل رفتار خاک در زمان حفاری دو دستگاه مجاور، برای هر تونل معمولاً فاصله محور به محور تونل را معادل حداقل قطر یکی از دستگاه‌ها در نظر می‌گیرند.
قبل از شروع مونتاژ و حفاری تونل بایستی برای دستگاه‌های حفار خط یک، فضایی به ابعاد تقریبی ۱۴ در ۲۴ در ۱۰۲ متر در داخل زمین ایجاد شود. در پروژه‌های داخل شهری خصوصاً در حفاری تونل‌های مترو، استملاک محلی برای ساخت شفت و استفاده از آن در موقع ساخت تونل ضروری می‌باشد. از این شفت برای مونتاژ و دمونتاژ دستگاه‌های حفار استفاده می‌شود. بعد از وارد شدن دستگاه‌های حفار به داخل تونل، محل شفت جهت خارج کردن خاک‌های ناشی از حفاری و ارسال قطعات و مصالح مورد نیاز برای ساخت تونل مورد استفاده قرار می‌گیرد؛ بنابراین ضروری است این محل تا انتهای ساخت تونل، مورد بهره‌برداری قرار گیرد.
هنگام ساخت شفت، معمولاً در موقعیت طولی و عرضی، شمع‌هایی جهت نگهداری نیروهای فشاری ناشی از مقاومت خاک ایجاد شده و داخل شفت را شروع به خاک‌برداری تا عمق مورد نظر می‌نمایند. در مکان‌هایی که آب زیرزمینی وجود دارد، به همراه شمع‌های سازه‌ای، معمولاً از شمع‌های آب‌بند جهت آب‌بندی و عدم نفوذ آب به داخل شفت نیز استفاده می‌نمایند.
در ساخت شفت، مونتاژ دستگاه‌های خط یک از طرح مهار بدنه از داخل استفاده شده‌است. در این طرح فواصل شمع‌های بتنی به ۳ متر محدود شده‌است. فواصل و ابعاد استرات‌ها با کسب نظر از سازنده دستگاه‌های تی‌بی‌ام، به ترتیبی در نظر گرفته شده‌است که حمل و نصب قطعات دستگاه‌های حفار و همچنین ماک کارهای حامل مصالح حاصل از حفاری تونل‌ها به راحتی صورت گیرد.
همراه با احداث شفت، تجهیزات مورد نیاز پشتیبانی دستگاه‌های حفار نیز در آن نصب و احداث می‌گردند که شامل یک دستگاه مرکزی تولید بتن پرکننده (گروت)، جرثقیل‌های دروازه‌ای برای حمل و نصب قطعات منفصله ماشین‌های حفار قبل از شروع حفاری و انتقال مصالح حاصل از حفاری دستگاه‌ها به بالای شفت پس از مونتاژ و شروع عملیات اجرایی و محل تخلیه واگن‌های حمل مصالح که نام tiping device را به خود گرفته‌است، می‌باشد.
طبق مطالعاتی که انجام شده، بسته به راندمان کاری ماشین‌های حفار و مقادیر پیشرفت آن‌ها در روز، ۳ دستگاه جرثقیل دروازه‌ای هر یک به ظرفیت ۴۰ تن با امکان کار به صورت سنکرونیزه برای خط یک قطار شهری تبریز انتخاب شده‌است. در مرحله اول برای حمل و نصب قطعات ماشین‌های حفار و در مرحله بعدی ۲ دستگاه از جرثقیل‌ها برای حمل ماک کارهای حامل گِل حفاری تونل‌ها و دیگری برای حمل سگمنت‌های بتنی (قطعات پیش‌ساخته برای لاینینگ تونل) و مصالح مصرفی پیش‌بینی شده‌است.